# دستجرد (قم)
دستجرد (بالفارسية: دستجرد) هي مدينة تقع في إيران في Khalajastan District. يقدر عدد سكانها بـ 6,635 نسمة .